# Filthy Lucre Tour
El Filthy Lucre Tour fue una gira de conciertos de la banda de punk rock inglesa Sex Pistols. Anunciada en marzo de 1996 tras especulaciones y críticas del exmánager de la banda, Malcolm McLaren, y un crítico de The Times, la gira se realizó por razones financieras y recibió el nombre de un titular del Daily Express de 1976. La lista de canciones se componía íntegramente de material previamente existente y versiones exclusivas y se extendió desde su actuación del 21 de junio de 1996 en el Festival Messila en Finlandia hasta su actuación del 7 de diciembre de 1996 en el Estadio Monumental en Chile. Su aparición en Finsbury Park fue filmada y lanzada como Filthy Lucre Live, mientras que sus fechas en Irlanda fueron canceladas por razones morales y su actuación en el Festival de Roskilde fue truncada después de que la banda recibiera botellazos. La gira en sí fue criticada por los críticos de NME, Melody Maker, The Times, The Herald, Los Angeles Times y Variety y más tarde por Skin, pero elogiada por los críticos de The New York Times y más tarde por Rolling Stone, mientras que el álbum fue elogiado por Stephen Thomas Erlewine y un crítico de The Independent.

## Historia

### Antecedentes y anuncio
Los Sex Pistols alcanzaron gran notoriedad después de aparecer en el programa Today de Bill Grundy en diciembre de 1976. En ese momento, la banda estaba compuesta por Johnny Rotten, Steve Jones, Paul Cook y Glen Matlock, y el mánager de la banda, Malcolm McLaren, reemplazó a Matlock por Sid Vicious en febrero de 1977. Con esta última formación, la banda tuvo un álbum número uno en el Reino Unido con Never Mind the Bollocks, Here's the Sex Pistols y un controvertido sencillo entre los dos primeros en el Reino Unido con «God Save the Queen». La banda se separó en enero de 1978 después de un concierto en Winterland Ballroom, y Rotten volvió a cambiar su nombre a John Lydon y se negó a interpretar ninguna canción de los Sex Pistols durante varios años después. Vicious murió de una sobredosis de heroína en 1979 mientras esperaba el juicio por el asesinato de Nancy Spungen. Después de descubrir que tenía tiempo libre mientras estaba en Los Ángeles, Matlock decidió encontrarse con Jones, con quien decidió encontrarse con Lydon, quien se había suavizado a la idea de interpretar canciones de Sex Pistols nuevamente después de desahogar sus frustraciones en su autobiografía de 1994 Rotten: No Irish, No Blacks, No Dogs.
La banda comenzó a hacer arreglos para reunirse en el verano de 1995. La especulación de que la banda se reuniría apareció en la edición del 10 de febrero de 1996 de Melody Maker, lo que llevó a McLaren a describir a la banda como «enviados como esos viejos caballos de tiro antes de ir a pastar» y a David Sinclair de The Times a escribir que para «cualquiera que recuerde con cariño la gloria incandescente de los Pistols en su mejor momento, [...] la idea de que la banda que una vez se propuso enterrar el establishment del rock regrese como otro acto de cabaré revivalista es casi demasiado triste para contemplarla». Los cuatro Sex Pistols originales anunciaron su reunión en una tensa conferencia de prensa el 18 de marzo de 1996, en la que Rotten describió al fallecido Vicious como «nada más que una percha vacía para llenar un lugar vacío en el escenario». La banda no hizo ningún intento de ocultar el hecho de que todavía se odiaban y se habían reunido únicamente por razones financieras, y Rotten afirmó que la «causa común» de la banda era «su dinero». Llamaron a su gira Filthy Lucre («Lucro sucio») en honor a un titular sensacionalista en el Daily Express (Punk? Call It Filthy Lucre, «¿Punk? Llámalo lucro sucio») poco después de su aparición en Today.

### Actuaciones
No se escribió material nuevo para la gira, y la banda aumentó su discografía con versiones de «Substitute» de The Who, «No Fun» de The Stooges y «(I'm Not Your) Steppin' Stone» de The Monkees, aunque su concierto en el Roseland Ballroom en agosto de 1996 incluyó Bollocks más «Did You No Wrong», «Stepping Stone» y «Satellite». Los ensayos tuvieron lugar en la casa de Lydon en Los Ángeles. Su primer concierto tuvo lugar en Finlandia, seguido por Alemania y luego en Finsbury Park, donde fueron apoyados por 60 Ft. Dolls, Goldblade, 3 Colours Red, Fluffy, Stiff Little Fingers, Buzzcocks, Skunk Anansie, The Wildhearts e Iggy Pop. Su actuación en Finsbury Park fue lanzada como Filthy Lucre Live poco después de ser grabada y alcanzó el puesto número 26 en la lista de álbumes del Reino Unido; en esa época, Bollocks fue reeditado y alcanzó el puesto número 45. En su concierto en el Hollywood Palladium de agosto de 1996, la banda fue apoyada por Goldfinger y Gravity Kills. Muchos de los lugares de la gira eran significativamente más grandes que durante su período en la década de 1970, ya que la banda se había separado antes de poder tocar en lugares grandes y estaban equipados con titulares agrandados de su apogeo.
Se habían programado dos fechas en Irlanda, una en Belfast y otra en Dublín; estas fueron canceladas después de que a la banda se le prohibiera tocar en el país por «contenido blasfemo» y fueron reemplazadas por una actuación en Shepherd's Bush Empire. Una actuación en el Festival de Roskilde en Dinamarca tuvo como resultado que la banda abandonara el escenario dieciocho minutos después de recibir botellazos. Algunos consideraron que la salida temprana de la banda fue hipócrita dado que los Sex Pistols se habían vuelto famosos por su mal comportamiento, sin embargo, el periodista Denis Decay estuvo lo suficientemente descontento como para drogar a los asistentes al festival responsables. En una entrevista de NME de enero de 2019, Skin of Skunk Anansie declaró que no disfrutó de la gira con los Sex Pistols debido al racismo administrado por el público y criticó a Rotten por no abordar el asunto. También afirmó que su banda había sido expulsada de la gira después de enfrentarse a un fanático racista en Adelaida que había tirado su sombrero al suelo y le había arrojado cerveza encima.

### Recepción y secuelas
Las primeras críticas no fueron positivas. Sinclair criticó su actuación en Finsbury Park por su «sección rítmica artrítica» y su lista de canciones por «falta de profundidad y variedad», escribió que era «difícil ignorar el elemento de pantomima en la actuación», y describió a Lydon como «más parecido a una caricatura de punk de postal que de lo que alguna vez fue en su encarnación original» MJ de Melody Maker comparó su actuación en el Festival de Phoenix con un espectáculo de cabaré y a Rotten con una «Liza Minnelli de pelo rosado y verde», mientras que NME describió a la banda como «dinosaurios hinchados y destartalados». Robert Hilburn, del Los Angeles Times, escribió sobre una actuación en el Anfiteatro Red Rocks en julio de 1996 que la banda no eran los Sex Pistols sino los «Cap Pistols», burlándose del «horrible traje rojo, negro y verde lima» de Rotten, «decididamente con sobrepeso y aparentemente fuera de forma», «que lo hace parecer un acomodador en una función de medianoche de The Rocky Horror Picture Show o el próximo villano loco en una película de Batman».
Jon Pareles de The New York Times escribió que durante su concierto en el Roseland Ballroom de agosto de 1996, Rotten «cantó como si cada palabra amarga, desafiante y sarcástica fuera exactamente lo que quería decir», aunque escribió que los Pistols tocaban «más lentamente que los punks actuales». En una reseña de una actuación en el Hollywood Palladium más tarde ese mes, Troy J. Augusto de Variety escribió que los Pistols «ejecutaron un espectáculo punk de una hora de duración, con un trabajo minucioso, al que le faltaba energía, tanto en el escenario como en los tímidos pits que se lamentaban en el suelo frente al escenario, pero que tenía mucha nostalgia musical». También criticó a Goldfinger por ofrecer «un espectáculo poco entusiasta que no podría haber interesado menos al público» y describió a Gravity Kills como «una imitación débil y moderna de Nine Inch Nails cuyo teclista hiperactivo debería recibir un sedante, seguido de muchas lecciones de piano». Escribiendo retrospectivamente, The Herald escribió en junio de 2007 que los esfuerzos de la banda eran «un poco como ver a un abuelo intentando emular a Eminem después de beber demasiados jerez el día de Navidad», sin embargo, Andy Greene de Rolling Stone fue más positivo en enero de 2013, describiendo los shows como «absolutamente explosivos».
En su reseña de Filthy Lucre Live, The Independent comparó favorablemente a Rotten con Roy Chubby Brown y escribió que el álbum «surge de los altavoces con más energía y empuje de lo que tenemos derecho a esperar, sonando tan enojado como debería sonar un rencor de dos décadas». Stephen Thomas Erlewine de AllMusic escribió que la banda sonaba «mucho más pesada y menos revolucionaria de lo esperado» y escribió que era «divertido escuchar una actuación en vivo de los Pistols que no degenera en caos y está grabada en audio limpio». Robert Christgau describió el álbum como «esa cosa rara, un álbum en vivo con vida propia». En marzo de 2014, Matlock publicó un libro sobre la gira, y en agosto de 2024, Barbara Ellen de The Guardian comparó la controversia en torno a la próxima gira Oasis Live '25 con la de Filthy Lucre.

## Fechas de la gira
| Fecha           | Ciudad              | País            | Lugar                               |
| --------------- | ------------------- | --------------- | ----------------------------------- |
| 21 de junio     | Lahti               | Finlandia       | Messila Festival                    |
| 22 de junio     | Múnich              | Alemania        | Helter Skelter Festival             |
| 23 de junio     | Londres             | Inglaterra      | Finsbury Park                       |
| 26 de junio     | Estocolmo           | Suecia          | Maritime Museum                     |
| 28 de junio     | Roskilde            | Dinamarca       | Festival de Roskilde                |
| 30 de junio     | St. Gallen          | Suiza           | Open-Air Festival                   |
| 4 de julio      | París               | Francia         | Zénith Paris                        |
| 6 de julio      | Berlín              | Alemania        | Treptow Arena                       |
| 7 de julio      | Praga               | República Checa | Sports Hall                         |
| 9 de julio      | Liubliana           | Eslovenia       | Tivoli Hall                         |
| 10 de julio     | Roma                | Italia          | Curva Stadio                        |
| 11 de julio     | Milán               | Italia          | Parco Aquatica                      |
| 13 de julio     | Ochtrup             | Alemania        | Munster Festival                    |
| 14 de julio     | Fráncfort           | Alemania        | F.a.n. Frankenstolz Arena           |
| 16 de julio     | Glasgow             | Escocia         | SEC Centre                          |
| 17 de julio     | Londres             | Inglaterra      | Shepherd's Bush Empire              |
| 20 de julio     | Zeebrugge           | Bégica          | Axion Beach Festival                |
| 21 de julio     | Stratford-upon-Avon | Inglaterra      | Phoenix Festival                    |
| 31 de julio     | Denver              | Estados Unidos  | Red Rocks Amphitheatre              |
| 2 de agosto     | Dallas              | Estados Unidos  | Music Complex                       |
| 3 de agosto     | Houston             | Estados Unidos  | International Ballroom              |
| 4 de agosto     | Memphis             | Estados Unidos  | Mud Island Amphitheater             |
| 6 de agosto     | Fairfax             | Estados Unidos  | EagleBank Arena                     |
| 8 de agosto     | Nueva York          | Estados Unidos  | Roseland Ballroom                   |
| 9 de agosto     | Nueva York          | Estados Unidos  | Roseland Ballroom                   |
| 10 de agosto    | Boston              | Estados Unidos  | Xfinity Center                      |
| 12 de agosto    | Toronto             | Canadá          | Budweiser Stage                     |
| 13 de agosto    | Cleveland           | Estados Unidos  | Jacobs Pavilion                     |
| 16 de agosto    | Detroit             | Estados Unidos  | Huntington Place                    |
| 17 de agosto    | Chicago             | Estados Unidos  | Aragon Ballroom                     |
| 18 de agosto    | Milwaukee           | Estados Unidos  | The Rave/Eagles Club                |
| 20 de agosto    | Toronto             | Canadá          | The Guvernment                      |
| 22 de agosto    | Los Ángeles         | Estados Unidos  | Universal Amphitheatre              |
| 23 de agosto    | Los Ángeles         | Estados Unidos  | Hollywood Palladium                 |
| 25 de agosto    | Los Ángeles         | Estados Unidos  | Hollywood Palladium                 |
| 27 de agosto    | Mountain View       | Estados Unidos  | Shoreline Amphitheatre              |
| 29 de agosto    | Portland            | Estados Unidos  | Keller Auditorium                   |
| 30 de agosto    | Seattle             | Estados Unidos  | Bumbershoot                         |
| 31 de agosto    | Vancouver           | Canadá          | Pacific National Exhibition         |
| 5 de octubre    | Auckland            | Nueva Zelanda   | Super Top                           |
| 9 de octubre    | Brisbane            | Australia       | Brisbane Festival Hall              |
| 11 de octubre   | Newcastle           | Australia       | Entertainment Centre                |
| 12 de octubre   | Sídney              | Australia       | Selina's Nitespot                   |
| 14 de octubre   | Sídney              | Australia       | Hordern Pavilion                    |
| 17 de octubre   | Canberra            | Australia       | National Convention Centre Canberra |
| 19 de octubre   | Melbourne           | Australia       | Festival Hall                       |
| 20 de octubre   | Melbourne           | Australia       | Palace Theatre                      |
| 22 de octubre   | Adelaida            | Australia       | Thebarton Theatre                   |
| 24 de octubre   | Perth               | Australia       | Entertainment Centre                |
| 28 de octubre   | Kanagawa            | Japón           | Club Citta                          |
| 29 de octubre   | Kanagawa            | Japón           | Club Citta                          |
| 31 de octubre   | Osaka               | Japón           | Imperial Hall                       |
| 1 de noviembre  | Osaka               | Japón           | Imperial Hall                       |
| 2 de noviembre  | Osaka               | Japón           | Imperial Hall                       |
| 4 de noviembre  | Tokio               | Japón           | Nippon Budokan                      |
| 5 de noviembre  | Tokio               | Japón           | Nippon Budokan                      |
| 7 de noviembre  | Fukuoka             | Japón           | Sun Palace                          |
| 9 de noviembre  | Nagoya              | Japón           | Diamond Hall                        |
| 10 de noviembre | Nagoya              | Japón           | Diamond Hall                        |
| 11 de noviembre | Nagoya              | Japón           | Diamond Hall                        |
| 13 de noviembre | Nagoya              | Japón           | Diamond Hall                        |
| 14 de noviembre | Nagoya              | Japón           | Diamond Hall                        |
| 16 de noviembre | Tokio               | Japón           | Nippon Budokan                      |
| 17 de noviembre | Matsumoto           | Japón           | Syakaibunka Kaikan                  |
| 19 de noviembre | Kanagawa            | Japón           | Club Citta                          |
| 21 de noviembre | Sapporo             | Japón           | Nitori Culture Hall                 |
| 23 de noviembre | Sendai              | Japón           | Sendai Sun Plaza                    |
| 29 de noviembre | Río de Janeiro      | Brasil          | Plaza de la Apoteosis               |
| 30 de noviembre | São Paulo           | Brasil          | Pista de Atletismo Darwin Piñeyrúa  |
| 4 de diciembre  | Buenos Aires        | Argentina       | Estadio Obras Sanitarias            |
| 5 de diciembre  | Buenos Aires        | Argentina       | Estadio Obras Sanitarias            |
| 7 de diciembre  | Santiago            | Chile           | Estadio Monumental                  |

### Espectáculos cancelados
| Fecha       | Ciudad  | País    | Lugar            |
| ----------- | ------- | ------- | ---------------- |
| 17 de julio | Belfast | Irlanda | Maysfield Centre |
| 18 de julio | Dublín  | Irlanda | Point Theatre    |